# Designarkivet
Designarkivet, är ett i augusti 2006 invigt arkiv för svensk formgivning vid Pukebergs glasbruk i Nybro. Kalmar konstförening är huvudman för verksamheten.
Designarkivets samlingar började byggas upp 1978 under namnet Arkiv för Svensk Formgivning på initiativ av Erik Broman, dåvarande chef för Kalmar konstmuseum, under vilket det sorterar. Det skapades för att förhindra att betydelsefullt material inom formgivning skulle förloras eller genom de företagsnedläggningar, nedskärningar och företagsuppköp som började i slutet av 1950-talet. De första skisserna som donerades arkivets ägo var utförda av Arthur Percy och kom från Gefle Porslinsfabrik, Gullaskrufs glasbruk och Karlskrona Porslinsfabrik. 
För närvarande finns drygt 120 000 objekt registrerade i det gamla arkivregistret, fördelade på ungefär 700 formgivare, bland andra. Viola Gråsten, Erik Höglund, Nils Landberg, Axel Larsson, Rune Monö, Barbro Nilsson, Nils Strinning och Göta Trägårdh. En stor del av Designarkivet samling ligger i textila material, på grund av aktiv insamling av textilintresserade intendenter såsom Inga Lindén och Birgitta Faxe. Samlingen fokuserar på skisser och designprocesser för industriell formgivning men innefattar också provtryck, metervaror, föremål och allehanda referensmaterial.
Designarkivets verksamhet bedrivs under Kalmar konstförenings paraply och är en systerorganisation till Kalmar konstmuseum.